# Richard Schumann (Politiker)

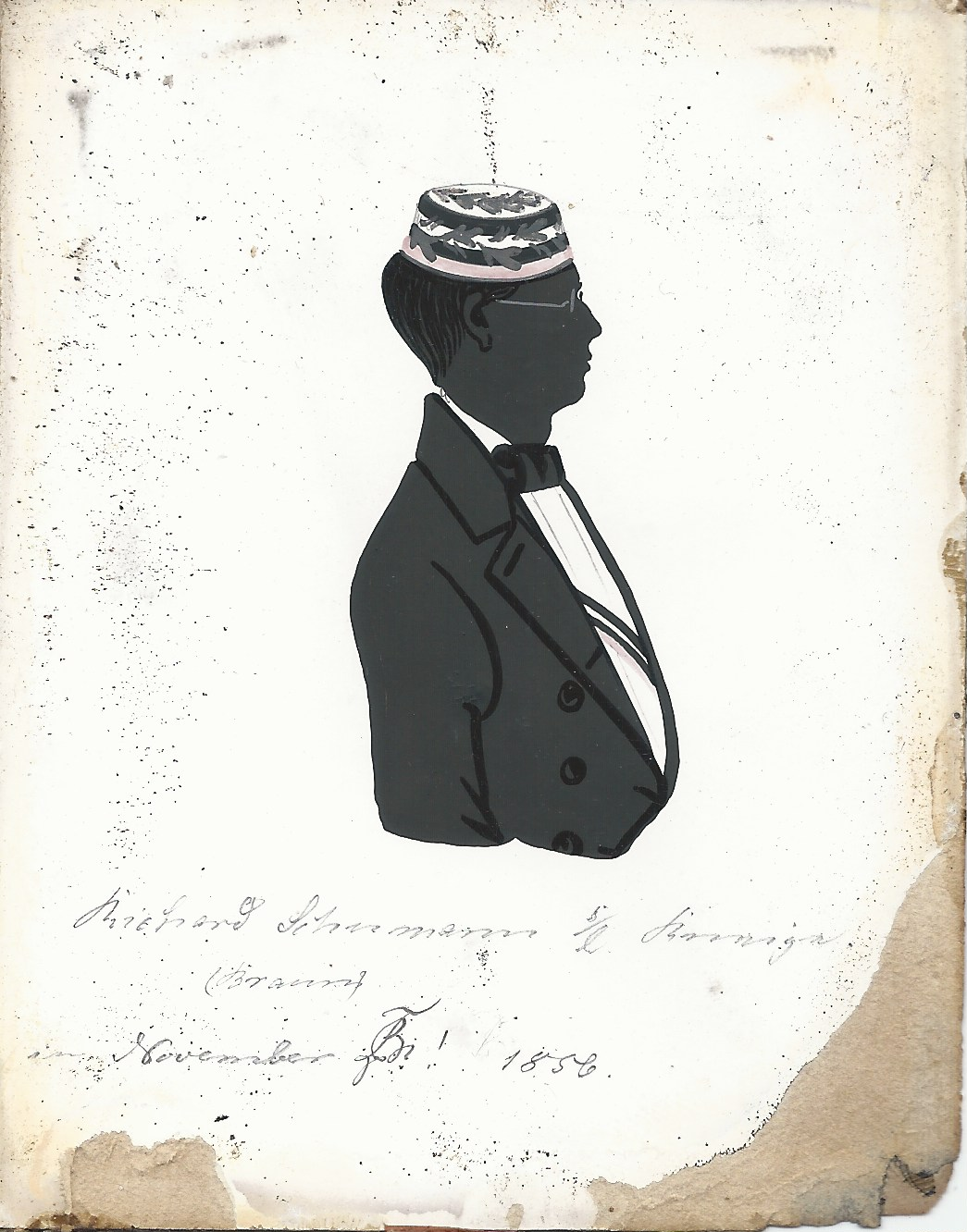
Silhouette von Richard Schumann als Hallenser Neupreuße

Richard Schumann (* 12. Januar 1837 in Brandenburg an der Havel; † 16. Juli 1897 in Schmiedeberg) war ein deutscher evangelischer Geistlicher und Parlamentarier.

## Leben
Richard Schumann studierte an der Friedrichs-Universität Halle evangelische Theologie und Philosophie. und setzte seine Ausbildung am Seminar Weißenfels fort. 1856 wurde er Mitglied des Corps Neoborussia Halle. 1863 wurde er Pastor in Jeserig. Er publizierte Aufsätze in pädagogischen und politischen Journalen. Von 1873 bis 1879 saß Schumann als Abgeordneter des Wahlkreises Potsdam 7 (Westhavelland, Zauch-Belzig) im Preußischen Abgeordnetenhaus. Er gehörte der Fraktion der Nationalliberalen Partei an.